# Rothia divisa
Rothia divisa är en fjärilsart som beskrevs av Jordan 1913. Rothia divisa ingår i släktet Rothia och familjen nattflyn. Inga underarter finns listade.